# ヨルダーンス (小惑星)
ヨルダーンス (5232 Jordaens) は小惑星帯に位置する小惑星。ベルギーの天文学者エリック・エルストがオート＝プロヴァンス天文台で発見した。
フランドルのバロック期の画家、ヤーコブ・ヨルダーンス（1593年 - 1678年）から命名された。